# Arcidiocesi di Londrina
L'arcidiocesi di Londrina (in latino Archidioecesis Londrinensis) è una sede metropolitana della Chiesa cattolica in Brasile. Nel 2021 contava 701.747 battezzati su 890.316 abitanti. È retta dall'arcivescovo Geremias Steinmetz.

## Territorio
L'arcidiocesi comprende 16 comuni nella parte settentrionale dello stato brasiliano del Paraná: Londrina, Cambé, Rolândia, Ibiporã, Sertanópolis, Primeiro de Maio, Bela Vista do Paraíso, Alvorada do Sul, Porecatu, Florestópolis, Miraselva, Prado Ferreira, Centenário do Sul, Lupionópolis, Jaguapitã e Tamarana.
Sede arcivescovile è la città di Londrina, dove si trova la cattedrale del Sacro Cuore di Gesù.
Il territorio si estende su una superficie di 6.594 km² ed è suddiviso in 83 parrocchie, raggruppate in 11 decanati: Centro, Sul, Norte, Leste, Oeste, Tamarana, Porecatu, Rolândia, Sertanópolis, Ibiporã e Cambé.

### Provincia ecclesiastica
La provincia ecclesiastica di Londrina, istituita nel 1970, comprende le seguenti suffraganee:
- diocesi di Apucarana,
- diocesi di Cornélio Procópio,
- diocesi di Jacarezinho.

## Storia
Il municipio di Londrina fu istituito nel 1930 e quattro anni dopo il vescovo di Jacarezinho, Fernando Taddei, eresse la parrocchia del Sacro Cuore, futura cattedrale.
La diocesi di Londrina fu eretta il 1º febbraio 1956 con la bolla Latissimas partire di papa Pio XII, ricavandone il territorio dalla diocesi di Jacarezinho. Originariamente era suffraganea dell'arcidiocesi di Curitiba.
Il 28 novembre 1964 cedette una porzione del suo territorio a vantaggio dell'erezione della diocesi di Apucarana.
Il 31 ottobre 1970 la diocesi è stata elevata al rango di arcidiocesi metropolitana con la bolla Aeternae animorum di papa Paolo VI.

## Cronotassi dei vescovi
Si omettono i periodi di sede vacante non superiori ai 2 anni o non storicamente accertati.
- Geraldo Fernandes Bijos, C.M.F. † (16 novembre 1956 - 28 marzo 1982 deceduto)
- Geraldo Majella Agnelo † (4 ottobre 1982 - 16 settembre 1991 nominato segretario della Congregazione per il culto divino e la disciplina dei sacramenti)
- Albano Bortoletto Cavallin † (11 marzo 1992 - 10 maggio 2006 ritirato)
- Orlando Brandes (10 maggio 2006 - 16 novembre 2016 nominato arcivescovo di Aparecida)
- Geremias Steinmetz, dal 14 giugno 2017

## Statistiche
L'arcidiocesi nel 2021 su una popolazione di 890.316 persone contava 701.747 battezzati, corrispondenti al 78,8% del totale.
| anno | popolazione | popolazione | popolazione | presbiteri | presbiteri | presbiteri | presbiteri                | diaconi | religiosi | religiosi | parrocchie |
| anno | battezzati  | totale      | %           | numero     | secolari   | regolari   | battezzati per presbitero | diaconi | uomini    | donne     | parrocchie |
| ---- | ----------- | ----------- | ----------- | ---------- | ---------- | ---------- | ------------------------- | ------- | --------- | --------- | ---------- |
| 1966 | 391.650     | 457.700     | 85,6        | 75         | 15         | 60         | 5.222                     |         | 75        | 267       | 35         |
| 1970 | ?           | 650.000     | ?           | 87         | 17         | 70         | ?                         |         | 75        | 264       | 42         |
| 1976 | 450.000     | 504.275     | 89,2        | 79         | 13         | 66         | 5.696                     | 1       | 67        | 288       | 43         |
| 1977 | 510.000     | 638.000     | 79,9        | 82         | 18         | 64         | 6.219                     |         | 93        | 213       | 45         |
| 1990 | 690.000     | 814.000     | 84,8        | 80         | 18         | 62         | 8.625                     | 2       | 94        | 217       | 54         |
| 1999 | 740.400     | 900.000     | 82,3        | 104        | 37         | 67         | 7.119                     | 3       | 102       | 178       | 62         |
| 2000 | 740.400     | 900.000     | 82,3        | 110        | 38         | 72         | 6.730                     | 3       | 91        | 193       | 63         |
| 2001 | 658.800     | 900.000     | 73,2        | 117        | 38         | 79         | 5.630                     | 3       | 110       | 189       | 65         |
| 2002 | 658.800     | 900.000     | 73,2        | 126        | 46         | 80         | 5.228                     | 22      | 115       | 179       | 65         |
| 2003 | 658.800     | 900.000     | 73,2        | 135        | 48         | 87         | 4.880                     | 22      | 115       | 248       | 68         |
| 2004 | 658.800     | 900.000     | 73,2        | 137        | 49         | 88         | 4.808                     | 22      | 113       | 190       | 68         |
| 2013 | 722.000     | 984.000     | 73,4        | 148        | 73         | 75         | 4.878                     | 56      | 126       | 230       | 76         |
| 2016 | 627.066     | 895.808     | 70,0        | 151        | 81         | 70         | 4.152                     | 58      | 150       | 227       | 81         |
| 2019 | 640.941     | 914.325     | 70,1        | 157        | 85         | 72         | 4.082                     | 78      | 155       | 210       | 83         |
| 2021 | 701.747     | 890.316     | 78,8        | 136        | 79         | 57         | 5.159                     | 75      | 105       | 178       | 83         |